# Военно-воздушные силы Кении
Воздушные силы Кении (англ. Kenya Air Force) — один из видов вооружённых сил Республики Кении.

## Боевой состав
| Обозначение формирования | Вооружение и оснащение | Дислокация |
| ------------------------ | ---------------------- | ---------- |
|                          |                        |            |
|                          |                        |            |
|                          |                        |            |
|                          |                        |            |
|                          |                        |            |
|                          |                        |            |
|                          |                        |            |

## Вооружение и военная техника
Данные вооружении и военной технике ВВС ВС Кении взяты со страницы журнала Aviation Week & Space Technology.
| Тип                                                   | Производство    | Назначение                                   | Количество      | Примечания                                                                           |                 |
| Боевые самолёты                                       | Боевые самолёты | Боевые самолёты                              | Боевые самолёты | Боевые самолёты                                                                      | Боевые самолёты |
| ----------------------------------------------------- | --------------- | -------------------------------------------- | --------------- | ------------------------------------------------------------------------------------ | --------------- |
| Northrop F-5E Northrop F-5F                           | США             | многоцелевой истребитель учебный истребитель | 17 5            | На службе с 1978 года.                                                               |                 |
| Транспортные самолёты                                 |                 |                                              |                 |                                                                                      |                 |
| Piper PA-31-350                                       | США             | общего назначения                            | 1               |                                                                                      |                 |
| De Havilland Canada DHC-5D                            | Канада          | транспортный самолёт                         | 7               |                                                                                      |                 |
| De Havilland Canada DHC-8                             | Канада          | транспортный самолёт                         | 3               |                                                                                      |                 |
| Fokker F70                                            | Нидерланды      | транспортный самолёт                         | 1               |                                                                                      |                 |
| Harbin Y-12                                           | Китай           | транспортный самолёт                         | 11              |                                                                                      |                 |
| Учебные самолёты                                      |                 |                                              |                 |                                                                                      |                 |
| BAe Systems Hawk Mk. 52                               | Великобритания  | учебно-боевой                                | 6               |                                                                                      |                 |
| Scottish Aviation SA-3-103 Scottish Aviation SA-3-127 | Великобритания  | учебно-тренировочный                         | 3 2             |                                                                                      |                 |
| Shorts Tucano Mk. 51                                  | Великобритания  | учебно-тренировочный                         | 11              | бразильский самолёт Embraer EMB 312 Tucano по лицензии производился в Великобритании |                 |
| Вертолёты                                             |                 |                                              |                 |                                                                                      |                 |
| Aérospatiale SA.330G                                  | Франция         | транспортный вертолёт                        | 3               |                                                                                      |                 |
| IAR SA330G                                            | Румыния         | транспортный вертолёт                        | 9               | французский вертолёт Aérospatiale SA.330 Puma по лицензии производился в Румынии     |                 |
| MD Helicopters 500M                                   | США             | многоцелевой вертолёт                        | 30              |                                                                                      |                 |

.

## Опозназательные знаки
- Опознавательный знак ВВС ВС Кении.
- Знак на киль.

## Потери летательных аппаратов ВВС Кении[4]
Наименованание Потеряно Примечания
```
F-5Е Тайгер	5    б/н 910 потерян 12 июля 1979 г......................б/н 908 потерян 26 ноября 1982 г.
```

…………………б/н 905 потерян 6 мая 1985 г.
…………………б/н 904 потерян 7 апреля 1986 г.
…………………б/н 903 потерян 17 мая 2001 г.
```
Хок Т52       5......1 потерян 5 или 11 ноября 19 80, пилот(пилоты) катап......................б/н 1003 потерян 26 февр. 1982 (оба летч, кн Кунду и кн Ндети, катапультировались)
```

…………………бн1009пот10.11.88(оба, кн ДК.Чепквони и кн ТН.Гиати, катаплись)
…………………1 потерян 14 марта 1993 (пилот катапультировался)
…………………1 потерян 7 января 1994 (оба пилота катапультировались)
```
Тукано Т51	1    Потерян 26 сентября 1997 г.  .......Еще 1 бн ZH203, предоставлявшийся ВВс Кении, Потерян 22 февр 1990, принадлежал Британии.
DHC-5 Буффало	3     б/н 207 потерян 1 мая 1999 г.......................б/н 214 потерян 3 мая 1999 г.
```

………………….3й самолет потерян 25 июля 2002 г.
```
Буллдог  	1     Потерян 13 февраля 2004 г.
Y-12          1     б/н 132 потерян 10 апреля 2006 г.
Сесна404Титан	1     б/н5Y-PAXпотер14сент2009 (полиция)
IAR-/SA-330 Пума  3  Потерян в февр 1994, 18 мая 2000 и 4 января 2002 (б/н 420)
Белл-212	1     б/н 5Y-BDM потерян 27 июля 1996 г. (полиция)
Хьюз МD-500	2     1 потерян 5 сентября 2007 г.
```

………………….б/н 515 потерян 27 мая 2009 г.
```
Ми-17       	1     б/н 5Y-UKW потерян 10 мая 2009 г. (полиция)
вертолет неизвес типа  1  Потерян 26 декабря 1996 г.
```